# Bod Péter Ákos
Bod Péter Ákos (Szigetvár, 1951. július 28. –) magyar közgazdász, politikus, egyetemi tanár, az MTA doktora, a közgazdaság-tudomány kandidátusa. 1990–1991 között országgyűlési képviselő, majd 1994-ig a Magyar Nemzeti Bank (MNB) elnöke.

## Életpályája
Gyermekkorát Miskolcon töltötte, szülei pedagógusok voltak, a Zrínyi Ilona Gimnáziumban tanítottak. A Földes Ferenc Gimnáziumban érettségizett, majd 1970-ben beiratkozott a budapesti MKKE-re, 1975-ben diplomázott az Általános Karon. 1977-ben egyetemi doktori címet szerzett, 1986-ban kandidált, 2014 óta a tudományok doktora (DSc, MTA). A Miskolci Egyetemen habilitált.
1975–1990 az Országos Tervhivatal Tervgazdasági Intézetében dolgozott.
1989-ben részt vett az 1990-es választásokon győztes Magyar Demokrata Fórum (MDF) gazdasági programjának kialakításában és képviselte a pártot a Nemzeti Kerekasztal munkájában. Az 1990-es országgyűlési választásokon az MDF Veszprém vármegyei listáján szerzett mandátumot.
Az Antall József vezette kormányban 1990 áprilisától 1991 decemberéig ipari és kereskedelmi miniszter volt, a tárgyalásokon való részvételével sikerült elhárítani a „taxisblokád” néven ismert belpolitikai válságot, amely a benzinárak emelkedését követte. 1991-ben kinevezték az MNB elnökévé (ekkor lemondott képviselői mandátumáról), amelyről 1994 végén a Horn Gyula vezette szocialista kormány nyomására lemondott. Helye elődjének, Surányi Györgynek az  újbóli kinevezéséig, illetve a „Bokros-csomag” néven ismert megszorítások bejelentéséig betöltetlen maradt.
1995 januárjától 1997 végéig az Európai Újjáépítési és Fejlesztési Bank (EBRD) igazgatótanácsának tagja volt Londonban, ahol Magyarország, Csehország, Szlovákia és Horvátország gazdasági érdekeit képviselte. 1996-ban az Antall-kormány több tagjával együtt átlépett a Magyar Demokrata Néppártba, amelyből 2001-ben kilépett.
Ezt követően nem vállalt politikai főszerepet, de tanácsaival, írásaival a magyar jobboldal pártjainak közelében maradt: Orbán Viktor első kormányfősége idején a Miniszterelnöki Hivatal gazdasági főtanácsadójaként működött közre, később pedig az MDF külső gazdaságpolitikai tanácsadója lett. Gyakran bírálta az MSZP-SZDSZ kormányok költségvetési politikáját. A 2006-os országgyűlési választások két fordulója között Orbán Viktor Fidesz-elnök őt ajánlotta az MDF-nek közös miniszterelnök-jelöltnek.
1998–2000 között a Veszprémi Egyetem kutatóprofesszora, 1998–2010 között a Károli Gáspár Református Egyetem egyetemi tanára 2000-től a Budapesti Corvinus Egyetem professzora.

## Érdekességek
Egyik felmenője Bod Péter, erdélyi református lelkész, egyház- és irodalomtörténész.
1974-ben vette feleségül Monostori Katalint, Zsófia nevű lányuk 1977-ben született. 2006-ban elváltak. 2008-ban újraházasodott, felesége Szőnyi Léda. Két gyermekük született, Péter (2009) és Márton (2011).

## Publikációi
Teljes publikációs listája az MTMT adatbázisában.
- A "vállalkozó" állam. Az állami vállalatok működése Nyugat-Európában; OT Tervgazdasági Intézet, Budapest, 1982 (Tervgazdasági közlemények)
- A szociáldemokrácia és a modern tőkés gazdaság. Műhelytanulmány; összeáll., szerk. Bod Péter Ákos és G. Márkus György; MSZMP KB Társadalomtudományi Intézete, Budapest, 1985
- Csúcstechnikát – hazai módon?! Esettanulmány a Szerszámgépipari Művekről; MTA Közgazdaságtudományi Intézet, Budapest, 1985 (Tanulmányok a gazdaság irányításáról és szervezetéről)
- A vállalkozó állam a mai tőkés gazdaságban; Közgazdasági és Jogi, Budapest, 1987
- Stratégiai tervezés – vállalati stratégia; Ipari Informatikai Központ, Budapest, 1990
- Conference on the new economic laws; Perfekt, Budapest, 1992 (Public finance in Hungary)
- Pénz, hatalom, erkölcs. Tanulmányok a gazdasági rendszerváltás időszakából; Janus Pannonius Egyetemi, Pécs, 1997
- Mario I. Blejer–Fabrizio Coricelli: 3 ország, 3 történet, 3 szereplő. Rendszerváltozás Kelet-Közép-Európában. Interjú Leszek Balcerowicz-cal, Bod Péter Ákossal és Václav Klaus-szal; tan. Bod Péter Ákos, ford. Keszthelyi Klára; Széphalom Könyvműhely, Budapest, 1997
- A gazdaságtan és a gazdaságpolitika alapjai. Egyetemi jegyzet; Károli Gáspár Református Egyetem, Budapest, 1999 (A Károli Gáspár Református Egyetem Állam- és Jogtudományi Karának kiadványai)
- A társadalmi újratermelés stratégiai kérdéseiről; szerk. Bod Péter Ákos, Hegedűs Tamás; Miniszterelnöki Hivata. Stratégiai Elemző Központ, Budapest, 2000 (Stratégiai füzetek Miniszterelnöki Hivatal Stratégiai Elemző Központ)
- Nemzetközi pénzügyek; Szent István Egyetem Gazdálkodási és Mezőgazdasági Főiskolai Kar, Gyöngyös, 2001
- A pénz világa – a világ pénze egy magyar közgazdász szemével; ill. Sajdik Ferenc; KJK-Kerszöv, Budapest, 2001
- Pénzügyi és költségvetési igazgatás; szerk. Bod Péter Ákos; Magyar Közigazgatási Intézet, Budapest, 2002
- Pénzügytani alapok. Pénzügyi piacok és a pénzvilág szereplői. Egyetemi jegyzet; Károli Gáspár Református Egyetem Állam- és Jogtudományi Kar, Budapest, 2002
- Gazdaságpolitika. Intézmények, döntések, következmények; Aula, Budapest, 2002
- Közgazdaságtan. Huszonegy fejezet gazdaságelméletről és gazdaságpolitikáról. Egyetemi jegyzet; Károli Gáspár Református Egyetem Állam- és Jogtudományi Kar, Budapest, 2003
- Gazdaságpolitika. Intézmények, döntések, következmények; Aula, Budapest, 2003
- Bevezetés a gazdaságpolitikába. Intézmények, döntések, következmények; Aula, Budapest, 2006 (Bologna – tankönyvsorozat)
- Közgazdaságtan; Aula, Budapest, 2006
- Bod Péter Ákos–Mellár Tamás–Vukovich Gabriella: Fehér könyv. Magyarország állapotáról; Szövetség a Polgári Magyarországért Alapítvány, Budapest, 2006
- Bevezetés a pénzügyek és a pénzpolitika világába; Mundus, Budapest, 2008
- Gazdasági kormányzás. Változás és alkalmazkodás a magyar gazdaságirányítás intézményrendszerében; szerk. Báger Gusztáv, Bod Péter Ákos; Aula, Budapest, 2008
- Elpolitizált gazdaság. Magyarország 2002 és 2010 között; Magyar Szemle Alapítvány, Budapest, 2011 (Magyar szemle könyvek)
- Gazdaságpolitikai döntések válságos időkben  magyar eset, 2008–2010; Századvég, Budapest, 2011
- Pénzügyi alapok. Tapasztalatok és tanulságok pénzügyi válság után; Magyar Szemle Alapítvány, Budapest, 2012 (Magyar szemle könyvek)
- Bod Péter Ákos–Bende-Szabó Gábor: Pénzügyi és költségvetési igazgatás; hatályosítás Gregóczki Etelka, szerk. Bod Péter Ákos; 3. jav. kiad.; Kormányzati Személyügyi Szolgáltató és Közigazgatási Képzési Központ, Budapest, 2009
- Bevezetés a gazdaságpolitikába; Akadémiai, Budapest, 2014
- Nem szokványos gazdaságpolitikák – évtizedek óta; Akadémiai, Budapest, 2014
- Magyar gazdaságpolitika – tűzközelből; Akadémiai, Budapest, 2018
- Megint utat tévesztünk? Gazdaságunk állapotáról, kockázatairól és kilátásairól; Noran Libro, Budapest, 2019 (Progress könyvek)
- Bod Péter Ákos: Erkölcs és gazdaság Archiválva 2016. szeptember 19-i dátummal a Wayback Machine-ben In: Magyar Szemle
- Bod Péter Ákos: Nem vagyunk Európa stréberjei Archiválva 2016. szeptember 19-i dátummal a Wayback Machine-ben In: Magyar Szemle

## Díjai, elismerései[3]
- 2000 – Bugát Pál emlékérem (TIT)
- 2002 – Popovics Sándor-díj (MNB)
- 2005 – Köztársasági Elnöki Emlékérem
- 2011 – A Köztársasági Érdemrend középkeresztje
- 2016 – Egyetemért Emlékérem (BCE Szenátusa)
- 2023 – Miskolc díszpolgára

## Videófelvételek
- A függetlenségünkből egy szó sem igaz / Konkrétan Rónai Egonnal – Bod Péter Ákos – Youtube.com, Közzététel: 2023. október 19.
- Téma - vendégünk Bod Péter Ákos közgazdász - 2023. október 31. – Youtube.com, Közzététel: 2023. november 1.
- Beszélgetés Bod Péter Ákossal a rendszerváltásról. Cs. Szabó Béla szerkesztő-riporter és Neszveda Péter Kristály Média és Film – Youtube.com, Közzététel: 2024. március 17.
- Szekszárdi fórum a magyar gazdaságról - Bod Péter Ákos előadása – Youtube.com, Közzététel: 2024. április 24.